# Эрли-Сингу
Экосистема Эрли-Сингу — охраняемая природная территория, расположенная в Буркина-Фасо, которая составляет часть наиболее значимых и важных лесосаванн в дикой природе, по-прежнему существующих в этом регионе африканского континента. Считается, что эта экосистема служит домом для самой большой популяции львов (Panthera leo) в Западной Африке, которая насчитывает по разным оценкам, от 100 до 400 особей. Эти оценки основаны на двух отдельных исследованиях, которые проводились в 2004 (African Lion Working Group, Bauer and Van Der Merwe) и в 2002 (Chardonnet). Ввиду того, что оценка общей численности львов в Западной Африке колеблется от 850 до 1160 особей, то популяция в Эрли-Сингу считается значительной для региона, независимо от верности этих двух исследований.
Хотя львы составляют большую часть популяции животных, проживающих в Эрли-Сингу, наблюдения с воздуха в 1980 показали, что эту экосистему населяет также крупнейшая популяция антилоп в регионе, а более поздние исследования в 1996 (Belemsobgo and Chardonnet) показали, что текущее положение дел не изменилось.
Ранее в Эрли-Сингу обитали также исчезающие гиеновидные собаки (Lycaon pictus), но по последним наблюдениям, в Буркина Фасо вид считается полностью искоренённым.